# De poort naar oost (stripverhaal)
De poort naar oost is het vierde stripverhaal uit de reeks van Douwe Dabbert. Het is geschreven door Thom Roep en getekend door Piet Wijn. Het verscheen als vervolgverhaal in de nummers 43-1977 tot 9-1978 van de Donald Duck. De eerste albumuitgave was later in 1978. In 2014 is het verhaal opnieuw uitgegeven door Don Lawrence Collection.

## Het verhaal
Douwe Dabbert komt al zwervende per toeval terecht in het huis van de heks Wredulia. Zij blijkt de gehele hofhouding van koning Isobald de Vierde inclusief de koning te hebben verkleind. Ze houdt hen nu gevangen in flessen, omdat ze de ondergrondse grot goed kon gebruiken voor haar magie. Wredulia's huis is gebouwd op de plaats waar vroeger het paleis stond. Op die plek bevindt zich nog een andere magische plek: de poort naar oost, die direct toegang geeft tot de oosterse wereld.
Douwe Dabbert wordt ontdekt, waarna Wredulia eerst ook hem wil verkleinen en in een fles opsluiten. Ze raakt echter onder de indruk van Douwe Dabberts toverknapzak, maar zelf kan ze hier niets mee. Wredulia belooft de hofhouding vrij te laten op voorwaarde dat Douwe Dabbert voor haar een kistje ophaalt Ze weet dat Douwe dit kan met zijn toverknapzak. Hiervoor moet hij eerst door de poort naar oost. In de grot duwt Wredulia Douwe door de poort, en zegt hem dat de weg zich wel vanzelf zal wijzen. Hij kan bovendien alléén door de poort weer terug. Het volgende moment is Douwe plotsklaps ergens in een woestijn, vermoedelijk in het Midden-Oosten. Wredulia stuurt haar vaste hulpje, een vliegend draakje, achter Douwe aan om hem te blijven bespioneren. 
Het lukt Douwe Dabbert – samen met de verkleinde soldaat Frans, die  Wredulia over het hoofd heeft gezien en met Douwe Dabbert mee reist– na allerlei ontberingen, waarbij Douwe Dabbert onder meer tot slaaf wordt gemaakt, uiteindelijk om het kistje te vinden in een  oosters paleis midden in een woestijn, wat echter aanvankelijk een fata morgana lijkt. Hij slaagt erin om binnen te komen, wat grote indruk maakt op de bewoner, een oosterse tovenaar. Douwe wordt hierna gastvrij ontvangen en krijgt het kistje. De tovenaar geeft hem ook nog een toverspreuk en een vliegend tapijt mee. Het kistje blijkt de macht van de woestijn te bevatten en moet vooral dicht blijven. De tovenaar waarschuwt Douwe echter nog eens nadrukkelijk voor Wredulia. 
Douwe keert op het vliegend tapijt terug naar huis om het kistje aan Wredulia te geven. Wredulia wacht hen in de grot op en breekt meteen haar eerdere belofte: ze tovert Frans opnieuw in een fles. Daarop wil Douwe haar het gouden kistje niet meer geven. Met de toverspreuk die de tovenaar hem heeft meegegeven, weet Douwe de heks echter stil te zetten. Ze belooft alsnog  iedereen vrij te laten, maar houdt Frans wel als gijzelaar.
Wredulia blijkt opnieuw niet van plan zich aan haar belofte te houden. Nadat Douwe iedereen verlost heeft, geeft hij haar uiteindelijk het kistje waardoor Wredulia zich ook weer vrij kan bewegen. Ze wil nu iedereen meteen opnieuw betoveren. Douwe laat haar echter struikelen.  Als het kistje daarbij openvalt, stroomt er een enorme hoeveelheid zand uit: al het zand uit de woestijn waar het kistje vandaan komt. Het huis van Wredulia raakt geheel ingegraven, en het lijkt erop dat ze in de zandmassa is gestikt. 
Douwe Dabbert weet net op tijd te ontsnappen samen met de gehele hofhouding, die inmiddels weer hun normale grootte heeft teruggekregen. Ze bedanken Douwe als hun redder. Frans krijgt ook weer zijn normale grootte. Ze vertrekken om elders een nieuw bestaan op te bouwen.

## Vervolg
De poort naar oost vormt het eerste deel in een vierluik. De verhaallijn wordt vervolgd in De schacht naar noord, De weg naar west en De zee naar zuid, waar blijkt dat er in de magische grot van Wredulia ook naar de drie andere windstreken snelle toegangen zijn.

### Educatieve thema's
- Boerenleven in de middeleeuwen
- Karavaan in de middeleeuwen in het verre oosten
- Slavernij/slavenhandel
- Fata Morgana